# Cervo, Imperia
Cervo (liguriska: O Çervo) är en ort och kommun i provinsen Imperia i regionen Ligurien i Italien. Kommunen hade 1 146 invånare (2018).